# 1978 في اليونان
فيما يلي قوائم الأحداث التي وقعت خلال عام 1978 في اليونان.

## أحداث
- 20 يونيو – زلزال سالونيك

## سياسة

### تعيين في المنصب
- 10 مايو – كونستانتين ميتسوتاكيس Minister of Coordination of Greece ‏، Minister of the National Economy of Greece ‏.

## مواليد

### مارس
- 25 مارس – نيكوس أرجيروبولوس لاعب كرة سلة يوناني.

### مايو
- 20 مايو – خريستوس بانيكاس لاعب شطرنج يوناني.

### يونيو
- 2 يونيو – أليكوس بيترولاس لاعب كرة سلة يوناني.
- 24 يونيو – بانتليس كافيس لاعب كرة قدم يوناني.

### يوليو
- 4 يوليو – كاتيا زيغول عارضة يونانية.
- 13 يوليو – برودروموس نيكوليديس لاعب كرة سلة يوناني.
- 15 يوليو – سوتيريوس كارابوستولو لاعب كرة سلة يوناني.

### أغسطس
- 7 أغسطس – كوستاس توتسيوس
- 15 أغسطس – جيانيس كالامبوكيس لاعب كرة سلة يوناني.
- 22 أغسطس – إيوانيس جاجالوديس لاعب كرة سلة يوناني.

### أكتوبر
- 26 أكتوبر – إيفا كايلي

### ديسمبر
- 30 ديسمبر – إفانثيا مالتسي لاعبة كرة سلة يونانية.

## وفيات

### نوفمبر
- 20 نوفمبر – جورجيو دي شيريكو (مواليد 1888) فنان إيطالي.